# Daniel Hofstetter (Politiker)
Daniel Hofstetter (* 23. Mai 1828 in Gais; † 20. September 1910 ebenda, reformiert, heimatberechtigt in Gais) war ein Schweizer Politiker (Liberale) und Unternehmer.

## Leben
Daniel Hofstetter kam am 23. Mai 1828 in Gais als Sohn des Fabrikanten und Landwirts Daniel Hofstetter senior und der Regina geborene Willi zur Welt. Hofstetter, der nur eine geringe Schulbildung erhielt, war zunächst in den 1850er Jahren mit der Herstellung und dem Handel mit Musselinartikeln beschäftigt, bevor er zusammen mit seinem Bruder Johannes einen erfolgreichen Garnhandel aufzog. Nebenberuflich betrieb er eine Landwirtschaft.
Daniel Hofstetter heiratete im Jahr 1856 Anna Barbara, die Tochter des Weinhändlers Johann Konrad Kern. Er verstarb am 20. September 1910 vier Monate nach Vollendung seines 82. Lebensjahres in Gais.

## Politischer Werdegang
Daniel Hofstetter, Mitglied der Liberalen Partei, bekleidete auf kommunaler Ebene zuerst von 1859 bis 1962 das Amt eines Gemeinderates in Gais, danach von 1864 bis 1868 das des Gemeindehauptmanns. Auf kantonaler Ebene sass er von 1859 bis 1862 sowie 1888 bis 1891 im Ausserrhoder Gross- beziehungsweise  Kantonsrat. Dazwischen gehörte Daniel Hofstetter von 1868 bis 1875 dem Regierungsrat von Appenzell Ausserrhoden an. Dort amtierte er anfangs bis 1871 als Landesfähnrich, anschliessend bis 1872 als Landesseckelmeister und zuletzt bis 1875 als Landesstatthalter. Zudem fungierte er von 1862 bis 1864 als Bezirksrichter sowie von 1876 bis 1888 als Oberrichter, davon ab 1883 als Präsident. Er kandidierte bei den Parlamentswahlen 1878 und gehörte daraufhin bis 1882 dem Nationalrat an.
Ferner war er von 1868 bis 1874 in der Synode sowie von 1876 bis 1896 in der Kantonalbankverwaltung vertreten. Daniel Hofstetter trat als Förderer einer Bahnverbindung St. Gallen–Gais auf. Er brachte es als Autodidakt zu hohem Ansehen und Vermögen.